# Kigara
Kigara är ett periodiskt vattendrag i Burundi.   Det ligger i provinsen Bururi, i den sydvästra delen av landet, 50 kilometer söder om huvudstaden Bujumbura.
Omgivningarna runt Kigara är en mosaik av jordbruksmark och naturlig växtlighet. Runt Kigara är det ganska tätbefolkat, med 239 invånare per kvadratkilometer.